# 1 Pułk Szwoleżerów Cesarstwa Austriackiego
1 Pułk Szwoleżerów Cesarstwa Austriackiego – jeden z austriackich pułków kawalerii okresu Cesarstwa Austriackiego.
Okręg poboru: 1781-1817 Morawy.

## Wcześniejsza nomenklatura
- 1769: 1 Pułk Szwoleżerów
- 1798: 1 Pułk Lekkich Dragonów
- 1801: 1 Pułk Szwoleżerów

## Garnizony

### Przed powstaniem Cesarstwa
- 1779-1792: Kyjov (Gaya)
- 1798-1799: Bad Radkersburg
- 1801:  Kyjov
- 1802: Mikulov (Nikolsburg)
- 1803: Opawa (Troppau)

### Po powstaniu Cesarstwa
- 1805: Lipník nad Bečvou (Leipnik)
- 1806: Ried im Innkreis
- 1807: Eperjes
- 1808-1809: Gródek
- 1810-1813: Gyöngyös
- 1814-1815: Uherský Brod (Ungarisch-Brod)
- 1816-1817: Werona